# Silvio Muccino

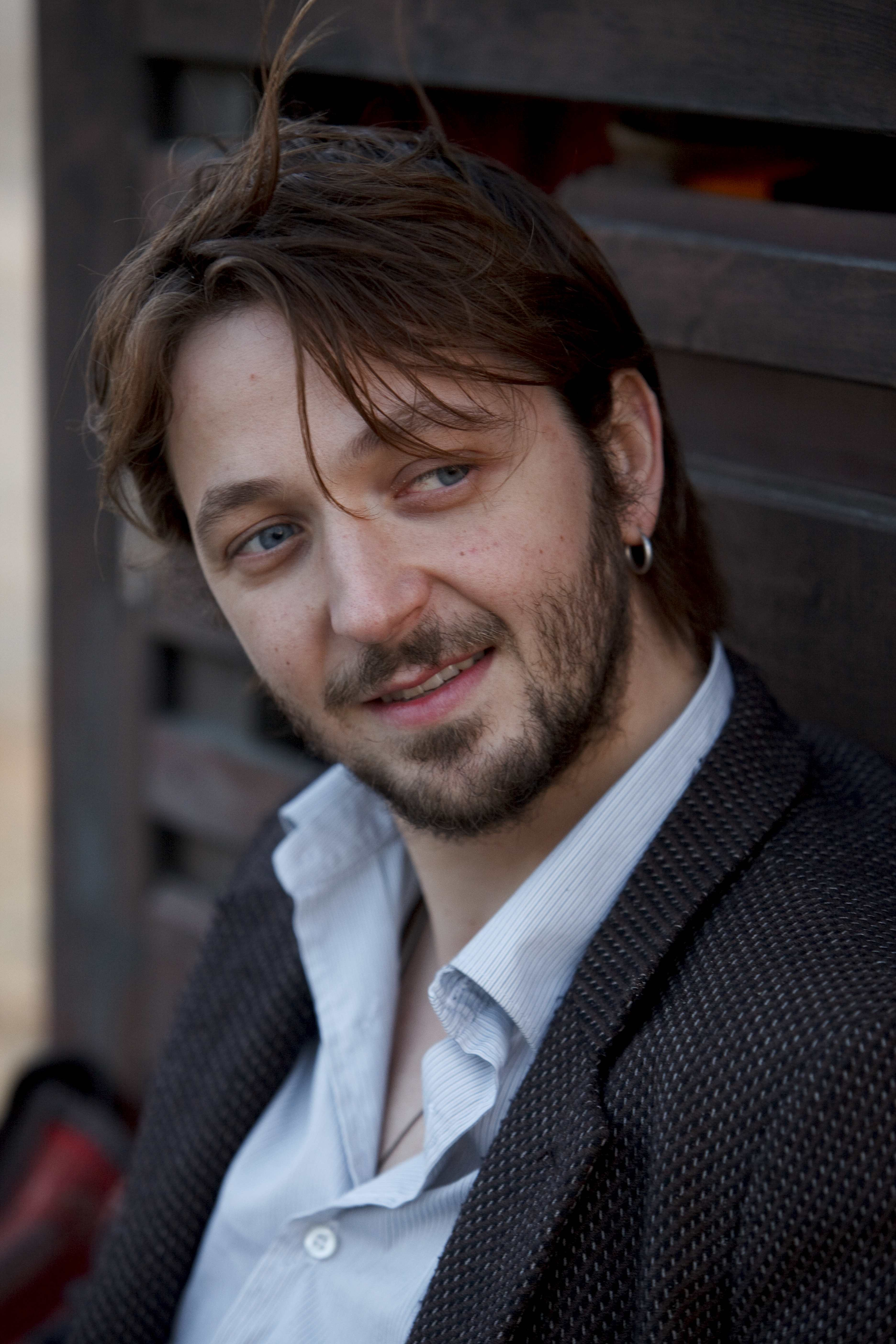
Silvio Muccino nel 2010

Silvio Muccino (Roma, 14 aprile 1982) è un attore, sceneggiatore e regista italiano, vincitore del David giovani nel 2008 per Parlami d'amore.

## Biografia
Debutta al cinema come attore a soli 16 anni nel film Come te nessuno mai (1999), diretto da suo fratello Gabriele con il quale scrive anche la sceneggiatura. Con il suo primo lavoro guadagna una candidatura ai Nastro d'argento come miglior soggetto e vince il premio speciale come attore rivelazione.
Dopo aver interpretato Paolo, il figlio ribelle di Laura Morante e Fabrizio Bentivoglio nel film del fratello Ricordati di me (2003), torna sul set con la commedia sentimentale Che ne sarà di noi (2004), film generazionale diretto da Giovanni Veronesi con il quale scrive la sceneggiatura. Quello stesso anno ottiene due candidature ai David di Donatello: come miglior attore protagonista e come miglior sceneggiatura.
Nel 2005 partecipa al film a episodi Manuale d'amore, sempre diretto da Veronesi e con il quale arriva al grande successo. Sul set conosce Carlo Verdone e con lui, nel 2006, decide di scrivere e girare Il mio miglior nemico. Sempre nel 2006 pubblica il suo primo romanzo Parlami d'amore, scritto a quattro mani con la scrittrice e sceneggiatrice Carla Vangelista, che sfiora il milione di copie vendute. Proprio con questa storia Muccino decide di esordire alla regia, oltre che interpretarlo assieme alle attrici Carolina Crescentini e Aitana Sánchez-Gijón. Parlami d'amore riscuote un grande successo di pubblico.
Nel 2009 viene scelto per prestare la voce al film di animazione Astro Boy. Nel 2010 torna al doppio ruolo di attore-regista in Un altro mondo, film tratto dal secondo romanzo di Carla Vangelista e con la quale scrive la sceneggiatura.
Nel 2011 pubblica Rivoluzione n. 9, il suo secondo romanzo.
A febbraio 2015 esce nelle sale la sua terza opera da regista Le leggi del desiderio, scritto assieme a Carla Vangelista e interpretato con Nicole Grimaudo, Carla Signoris e Maurizio Mattioli.
Nel 2017, con la casa editrice La nave di Teseo, esce il suo terzo romanzo Quando Eravamo Eroi.

## Filmografia

### Attore
- Come te nessuno mai, regia di Gabriele Muccino (1999)
- L'ultimo bacio, regia di Gabriele Muccino (2001)
- Un delitto impossibile, regia di Antonello Grimaldi (2001)
- CQ, regia di Roman Coppola (2001)
- Il 2 novembre – cortometraggio (2002)
- Ricordati di me, regia di Gabriele Muccino (2003)
- Che ne sarà di noi, regia di Giovanni Veronesi (2004)
- Il cartaio, regia di Dario Argento (2004)
- La vita che vorrei, regia di Giuseppe Piccioni (2004) – cameo
- Manuale d'amore, regia di Giovanni Veronesi (2005)
- Il mio miglior nemico, regia di Carlo Verdone (2006)
- Parlami d'amore, regia di Silvio Muccino (2008)
- Un altro mondo, regia di Silvio Muccino (2010)
- Le leggi del desiderio, regia di Silvio Muccino (2015)
- The Place, regia di Paolo Genovese (2017)
- Security, regia di Peter Chelsom – film TV (2021)

### Sceneggiatore
- Come te nessuno mai, regia di Gabriele Muccino (1999)
- Che ne sarà di noi, regia di Giovanni Veronesi (2004)
- Il mio miglior nemico, regia di Carlo Verdone (2006)
- Parlami d'amore, regia di Silvio Muccino (2008)
- Un altro mondo, regia di Silvio Muccino (2010)
- Le leggi del desiderio, regia di Silvio Muccino (2015)
- Security, regia di Peter Chelsom (2021)

### Regista
- Parlami d'amore (2008)
- Un altro mondo (2010)
- Le leggi del desiderio (2015)

## Doppiaggio
- Tobio/Astro Boy in Astro Boy

## Videoclip
- E ritorno da te - Laura Pausini
- Le donne lo sanno – Luciano Ligabue
- La migliore combinazione – Guido Elle
- Estate – Negramaro
- Mi vuoi ancora – Stadio
- La formica - Marco Meloni
- Bambina dallo spazio – Gianluca Grignani
- Il re del niente – Gianluca Grignani

## Pubblicità
- Vodafone (2006)

## Opere letterarie
- Silvio Muccino e Carla Vangelista, Parlami d'amore, Rizzoli, 2006.
- Silvio Muccino e Carla Vangelista, Rivoluzione nº 9, Mondadori, 2011.
- Quando eravamo eroi, Mondadori, 2018.

## Riconoscimenti
- David di Donatello[15]
  - 2004 – Candidatura al migliore attore protagonista per Che Ne Sarà di Noi
  - 2004 – Candidatura alla miglior sceneggiatura per Che Ne Sarà di Noi
  - 2005 – Candidatura al migliore attore non protagonista per Manuale d'Amore
  - 2006 – Candidatura alla miglior sceneggiatura per Il mio miglior nemico
  - 2008 – David Giovani per Parlami d'amore[16]